# 松宮ひすい
松宮 ひすい（まつみや ひすい、1998年7月1日 - ）は、日本のAV女優。オールプロ所属。

## 略歴
2021年3月にAVデビュー。
2021年11月26日、AV女優によるアイドルグループ「マシュマロ3d+ teamメレンゲ」に加入。
2022年1月22日、レフカダ新宿での「マシュマロ3d+ teamメレンゲライブvol.34～2022あけおメレンゲだよ！全員集合！～」でライブデビュー。
2023年5月27日に「マシュマロ3d+team メレンゲ ライブ vol.50～Saturday Night Fever With メレンゲ」を開催。この日をもって松宮が卒業。Twitterアカウントを消去した。

## 人物
新潟県出身。
趣味は猫カフェ・散歩。
AVを見るのが好きで、オナニーのオカズとしても使う。中学の頃にネットで無料サンプルを見始め、大学生になり自らスマホ代を払うようになってAVを本格的に見るようになった。初めて買ったのは紗倉まなの作品で、大ファンなのは佐倉絆。
初体験は19歳（大学1年）の時で、相手は付き合っていた先輩。

## 作品

### アダルトDVD
- たまらなく…ギュッとしたい。 誰もがほっとけない天然ゆるふわ属性 AV Debut 松宮ひすい（3月12日、ケイ・エム・プロデュース）
- 敏感薬エステ襲激 2 異常に感じやすくなったマ○コを無数の手で責められ拒みながらも絶頂が止まらない女（4月22日、ナチュラルハイ）
- 1K中出し部屋円光 セフレJ●ひすいちゃんとおじさんの半中半外な1日（4月27日、FIRST STAR）
- ヌキ無しお触り禁止のメンズエステ店に在籍する予約3カ月待ち神メンエス嬢の射精無制限生挿入中出し 裏オプションを完全盗撮（5月14日、赤面女子）
- 〈精飲恋愛催眠〉 精子を飲めば飲むほど好きになる求愛暗示をかけられた女子大生が身も心も支配され中出しされたがり娘に洗脳アクメ堕ち（5月20日、ナチュラルハイ）
- 『私はどうなってもいい…だからお兄ちゃんをいじめないで下さい』 『いいけどその代わり3日間セックスさせろ!』 兄には内緒で提案を受け入れる妹。（6月7日、Hunter）
- いちゃラブ宅飲み濃厚べろちゅう密着せっくちゅ 自宅で朝まで二人きりお泊り 松宮ひすいが彼女になった日（6月7日、桃太郎映像出版）
- 顔出し解禁!! マジックミラー便 一流企業で働くパンツスーツのピタパン尻OL編 vol.02 タイトなパンツスーツに包まれたパッツパツのむっちり尻を揉みしだかれ恥じらいながらも濡れてしまったエリートおま○こにデカチン挿入!! in品川（6月19日、ディープス）
- 中出し専用就活学生 就活学生がスーツ姿で股を開き種付け公開SEX（6月25日、豊彦）※「佐那」名義
- エロ酔い女子大生をお持ち帰りパコパコ 自宅に誘って宅飲み口説き しれ〜っと生挿入ドピュドピュ中出しSEX（6月25日、赤面女子）
- 『もう無理!壊れちゃう!抜いてお願い!!』 イってもイってもイキ萎えない童貞絶倫勃起少年はヤリマン義姉に勃起が収まるまでの10連続中出し! 2 マ○コから精子が溢れ出てくる程、抜かずにいっぱい出しちゃいました!!（7月19日、Hunter）
- 親が病気で倒れ、急いで田舎に帰ると好色オヤジ達に手籠めにされた女子大生（7月22日、ヒビノ）
- 一般男女モニタリングAV 職場の同僚ドッキリ企画 出張先のビジネスホテルで憧れの女先輩と後輩男子が2人っきりでまさかまさかの相部屋宿泊!次々と巻き起こるエッチなハプニングで急接近した同じ職場の男女が会社に内緒の生ハメセックス! 6 翌日の仕事も忘れ没頭のけぞりイキした2人は中出しまでしてしまうのか!?（8月19日、ディープス）
- 娘をデカパイ調教する義母の強制レズ性感開発（8月19日、レズれ!）
- 強姦映像 帰宅途中の女子○生を狙った尾行鬼畜野外レイプ映像（8月27日、青空ソフト）
- 舞ワイフ 〜セレブ倶楽部〜 151（10月21日、AROUND）※「松宮佳乃」名義
- 開始0秒で即エッチ! 超エロいヤリマン訳ありお姉様だらけのゲストハウスに入居したら男はボク1人で24時間365日勃起しっぱなしでエッチしまくり!とにかくエロいお姉様だらけで日々エッチしまくりでチ○ポを休める時間がありません!（10月26日、Hunter）
- チクビアン 2 ビンビン乳首こねくりレズ性交（10月26日、レズれ!）
- 竿を雑巾絞りトルネードでヌルヌルしごき続けながら亀頭を咥えこんでジュルジュルしゃぶり続ける最強の搾精フェラチオ（12月7日、アロマ企画）
- すべすべで良い香りのするお姉さんの腋で僕のザーメン受け止めてくれますか?（12月7日、アロマ企画）
- 「ボクがお前の体を触って感じたら負けだから!そしたら帰れ!」「そっちこそ私の体を触って勃起したら負けだから!学校に来て!」 登校拒否してるボクを学校に来させようとやってきた幼馴染!彼女を追い返そうと無茶でエッチなゲームを提案!大人しく帰るかと思ったら…。『感じたら負け』のエッチな真剣勝負が始まった!（12月14日、Hunter）
- おうぼガール #014 ひーちゃん(22) #ハミ尻 #素人汁120% #問診アナル責め #汗かき汁だくSEX #ち●ぽ挿れたらドM #新米汗っかきナース（12月24日、プレステージ）※「ひーちゃん」名義
- オナニー指示しながら見せる全身女体図鑑 第一号（12月28日、アロマ企画）

- バイノーラルでイク 耳元で囁かれながら受けるジラし淫語フェザータッチ性感愛撫（1月11日、アロマ企画）
- 魔法皇女アイ陥落（1月28日、GIGA）

### アダルトVR
- 超々天井特化!頭上にも美女!下半身にも美女!上から下から同時に攻めてくる洗体リフレ嬢と極楽3P!!（2021年7月8日、Hunter）

### ネット配信
2021年
- 【初撮り】【THE清楚系美少女】【餅尻騎乗位】中学生の頃から保育士を目指している清楚系真面目美少女がHな世界を覗き見に。初めて味わうおじさんのテクニックにだんだんとメロメロになっていき.. ネットでAV応募→AV体験撮影 1500（4月3日、シロウトTV）
- No.1133 松宮佳乃（6月3日、舞ワイフ）※「松宮佳乃」名義
- 801hisui（7月21日、Perfect-G）
- AV初体験【イキ汗!】【汁だく!】【高温多湿SEX!!】欲求不満ち●こ大好き看護師が自分の絶頂限界に挑む!本気の性欲がぶつかり合い初めて生まれる高粘度、超密着ぶっ通しガチ交尾! おうぼガール#015（7月27日、HHH）※「ひーちゃん」名義
- No.1152 松宮佳乃（8月10日、舞ワイフ）※「松宮佳乃」名義
- マジ軟派、初撮。 1689 『お金払うんで一緒にごはん食べません?』ヒョイヒョイついてきちゃうノリノリGAL!酔った彼女に迫ると抵抗せずに受け入れてしまう貞操観念の低さがGOOD!バックシーンが映える魅惑の桃尻を見よ!!（9月14日、ナンパTV）
- ラグジュTV 1458 落ち着いた雰囲気のスレンダー美女がAV出演。撮影が始まればうっとり顔で男優の乳首を舐め、自身の蜜壺もしとどに濡らして気持ちよさ全開に乱れまくる!（9月17日、ラグジュTV）※「北山綾香」名義
- ゆい（9月26日、しろうとエチチ.ch）※「ゆい」名義
- 家まで送ってイイですか? case.187 爆尻オンナのパンツが破ける大ハプニング!必見!世界一美しい後背位!『チンポ大好き』連呼…一体何が!⇒神の手…フェラ良し!クリ擦りつけ高速騎乗!『私がマウント取ったら無敵』⇒張り・弾力・純白美肌!シミ・デキモノ・傷ナシ⇒突然の涙…『お母さん、ごめんなさい…』（11月5日、ドキュメンTV）※「のんさん」名義
- 敏感乳首いじり痴漢 2022 産婦人科で気づかないうちに挿入された美人巨乳妻/治療中にこっそり触られハメられた巨乳歯科衛生士（12月13日、ナチュラルハイ）

### デジタル写真集
- 翡翠(かわせみ)のさえずり【ヌード写真集】（2022年1月14日、プレステージ出版）
- 翡翠(かわせみ)のさえずり【グラビア写真集】（2022年1月14日、プレステージ出版）

## 出演

### テレビ
- ビ～チ9（2021年8月、テレビ埼玉） - マンスリーゲスト
- ドキッ!ナイトプールから生中継～ビキニ美女が暴露トーク!?～（2022年7月7日、パラダイステレビ）[7]

## 掲載

### 雑誌
- 週刊実話 2021年3月25日号（日本ジャーナル出版） - インタビュー「特報!!AVタイムズ」